# David Pujante
David Pujante (Cartagena, 13 de febrero de 1953) es catedrático de Teoría de la Literatura y Literatura Comparada en la Universidad de Valladolid. Poeta cuya obra aparece en el panorama español "a caballo entre la última tensión de la Generación del 70 y las primeras apariciones de la Generación del 80".

## Biografía
Realizó sus estudios en las universidades de Murcia y Barcelona. Se doctoró por la Universidad Autónoma de Madrid con una tesis sobre Juan Ramón Jiménez. Tras una primeriza y breve incursión en la narrativa, su interés creativo se centra en la poesía, tanto en traducción como en producción propia.
Comenzó su vida profesional siendo profesor de Lengua y Literatura Española, primero como agregado y después como catedrático, en institutos de Murcia, Madrid, Cocentaina (Alicante), La Unión (Murcia) y Cartagena. Durante estos años la lectura de los clásicos griegos y latinos junto con un emocionado interés por la cultura germana (que le despertaron sus repetidas estancias en Suiza y Alemania) son clave culturalista del mundo que aparece en el primero de sus libros de poemas, La propia vida (1986). Su contribución al conocimiento en España de la poesía de Pessoa en los años 80 fue su traducción del largo poema inglés Antinoo.
Consigue una plaza de Profesor Titular en la Universidad de La Coruña (1991), tras haber publicado el segundo libro de poesía, Con el cuerpo del deseo (1990), que representó un importante cambio de registro. Según Pedro J. de la Peña: "En la sobriedad y en la depuración del texto se encuentran los requisitos más auténticos". Fue un libro de desamor, franco y descarnado. Su tercer libro, Estación marítima (1996), producto de los años en Galicia, según palabras de Díez de Revenga "ofrece una estación del exilio en la que confluyen sentimientos de distancia, soledad y desarraigo." También de esos años gallegos es la publicación de Sonetos venecianos y otros poemas de August von Platen: "Muy cuidada versión, digna de una atención muy especial, por ser la primera traducción que se hace en España de este gran romántico alemán". La dedicación profesional de David Pujante a la retórica fragua en el libro El hijo de la persuasión. Quintiliano y el estatuto retórico (1996 y 1999). En el año 1997 publica también una amplia reflexión sobre el pensamiento estético del primer Nietzsche, Un vino generoso. (Sobre el nacimiento de la estética nietzscheana: 1871-1873).
Gana una nueva oposición de titular para la Universidad de Valladolid y luego otra de catedrático. En esta nueva tierra de residencia, forja el cuarto de sus libros poéticos, La isla (2002), del que el poeta y crítico Soren Peñalver dijo que era "uno de los más bellos libros de poesía aparecidos este año". Con el título de Itinerario salió publicada al año siguiente (2003) una amplia antología de toda su poesía. También a esta nueva etapa pertenecen su Manual de retórica para la Editorial Castalia (2003) y una amplia monografía sobre la obra poética de Francisco Brines (poeta de la Generación del 50 y académico de la RAE), titulada Belleza mojada. La escritura poética de Francisco Brines (2004).
En 2013 aparece su libro de poemas, Animales despiertos, que es considerado de inmediato por Luis Antonio de Villena como “su cenit hasta el momento”.
En 2017 publica Eros y Tánatos en la cultura occidental. Un estudio de tematología comparatista. En este trabajo culmina un trabajo de años en otra de las líneas de investigación del área a la que pertenece: la literatura comparada. Con un planteamiento teórico similar, publica en 2018 el libro Oráculo de tristezas. La melancolía en su historia cultural. 
Ahondando en los estudios retóricos, propone en la primera década del siglo una nueva línea de investigación a la que denomina retórica constructivista, que desarrolla en diferentes artículos internacionales y en los capítulos que aparecen en un libro realizado en conjunto con otros miembros de su proyecto de investigación: Developing New Identities in Social Conflicts. Constructivist perspectives (John Benjamins, 2017).
En 2018, es galardonado por la Academia Hispanoamericana de Buenas Letras con el Premio Dámaso Alonso a toda su trayectoria académica y poética.
En 2019 vuelve a ofrecer una primicia de traducción de la obra de August von Platen. En esta ocasión unos fragmentos amorosos de sus diarios (Memorándum de mi vida), por primera vez en español. “Diario singular pero imprescindible para los avatares de nuestra cultura mejor".  Del mismo año es la publicación de su libro de poemas El sueño de una sombra. Este poemario fue seleccionado para el Premio Nacional de Literatura 2020 en la modalidad de poesía. En su reseña del libro, dice José Enrique Martínez respecto al tono crepuscular de los poemas: “no hay crispación en Pujante, sino sereno pensar y el empeño de gozar de los pequeños detalles o momentos gratos de la vida."
En 2020 aparece la antología Galería (Licenciado Vidriera, 2020), una antología hecha por el propio autor, con el eje central del “retrato” como momento lírico o poemático y que reúne una serie de poemas, protagonizados por personajes históricos o de ficción, que aparecían en los libros precedentes. Como dice Javier Díez de Revenga en el Posfacio del libro, “al recuperar su historia [la de estos personajes] no solo ha asumido [Pujante] la épica de la existencia y la lección de un personaje, sino que se ha mostrado a sí mismo, en su intimidad, como cómplice de afinidades intelectuales, personales y poéticas muy íntimas.”
En 2022 coordina junto a Javier Alonso Prieto el libro Una retórica constructivista. Creación y análisis del discurso social, donde participan investigadores de los últimos proyectos de investigación que ha dirigido o en los que ha participado. El libro es un intento de consolidar teórica y prácticamente la denominada retórica constructivista,  que entraña el rescate del pensamiento retórico originario (previo al planteamiento racionalista aristotélico), y su claro entronque con el constructivismo actual. Una retórica que estudia los recursos de la expresividad discursiva en cuanto construcciones que interpretan y procuran el entendimiento de las diferentes situaciones y actuaciones sociales a que dichos discursos responden. Así se da noticia analítica del esfuerzo que realiza la palabra humana por alumbrar, por construir a través del lenguaje, nuevas realidades sociales.
En 2023 publica el libro de poemas 21 odas de invierno con importante resonancia crítica. Alonso Chávarri dice en su reseña para El diario de La Rioja encontrar en el libro «la verdad poética de la palabra exacta que conmueve».Para Juan Carlos Abril, «21 odas de invierno celebra con vuelo lírico nuestra existencia, transportándonos y apresándonos bajo su impulso» (El Periódico).A pesar del tono elegiaco, comenta el poeta Vicente Gallego, en la contraportada del libro, que «la elegía, cuando se sostiene en la verdad poética, pertenece al género del canto. Estas odas de invierno de David Pujante son eso, un canto a la vida desde la conciencia crepuscular.» En 2024 aparece El mundo en la palabra. Retórica como antídoto de necedades, con gran resonancia en los medios de comunicación. Es un ensayo en el que David Pujante resume su pensamiento y su reflexión personal de años dedicados a la retórica, cruzando las fronteras del ámbito académico para ofrecer su propuesta a un público lector más amplio, al ciudadano que se construye y construye su sociedad a diario en el ámbito de la convivencia discursiva.

## Obra creativa
Narrativa
- Evelinda es un nombre inocente (Editora Regional de Murcia, 1981).

Poesía
- La propia vida (Editora Regional de Murcia, 1986).
- Con el cuerpo del deseo (Universidad de Murcia, 1990).
- Estación marítima (Huerga y Fierro, 1996).
- La Isla (Pre-Textos, 2002).
- Itinerario (Editora Regional de Murcia, 2003).
- Animales despiertos (Renacimiento, 2013).
- El sueño de una sombra (Calambur, 2019).
- Galería (Licenciado Vidriera, 2020).
- 21 odas de invierno (Milenio, 2023)

Antologías españolas y extranjeras en las que aparece su poesía
- "Cinque poeti spagnoli", junto a Antonio Colinas, Francisco Chica, Pedro Gimferrer y Àlex Susana —, Arsenale, Roma, nº 9-10, año 3, enero-julio de 1987, páginas 89-106.
- Nuevo cancionero: una generación apócrifa, antología de Clemente Casín, Anthropos, suplemento nº 10, diciembre de 1988.
- Murcia. Antología general poética, realizada por Santiago Delgado, Servicio de Publicaciones de la Universidad de Murcia (Murcia), 1993.
- Tras la espesa corteza de los días, antología de David López García y David López Sandoval, Universidad de Murcia (Murcia), 2002.
- Poesie autografe di autori spagnoli contemporanei, edición de Miguel Salas, Rímini (Italia), Raffaelli Editore, 2006.
- Antología de la poesía española contemporánea (1966-2000). 50 poetas hacia el nuevo siglo. Metalingüísticos y sentimentales, Madrid, Biblioteca Nueva, 2007.
- Tre poeti murciani, traductor y antólogo Francesco Dalessandro, Roma, Poesia 2.0, 2013.
- Composición de lugar. Antología de poetas murcianos contemporáneos, Murcia, La Fea Burguesía, 2015.
- Poesía en vivo, Maxtor y Ayuntamiento de Valladolid, 2017.

Traducciones
- Fernando Pessoa, Antinoo (1985, reed. en Salto de Página, Madrid, 2014).
- August von Platen, Sonetos venecianos y otros poemas (1999).
- Luis Antonio de Villena (compilador), Amores iguales (en este libro David Pujante traduce a los poetas August von Platen, Fernando Pessoa, Rainer W. Fassbinder, Gino Hahnemann, Detlev Meyer) (2002).
- August von Platen, Memorándum de mi vida. Fragmentos amorosos de los diarios, Madrid, Amistades Particulares, 2019.

## Obra académica

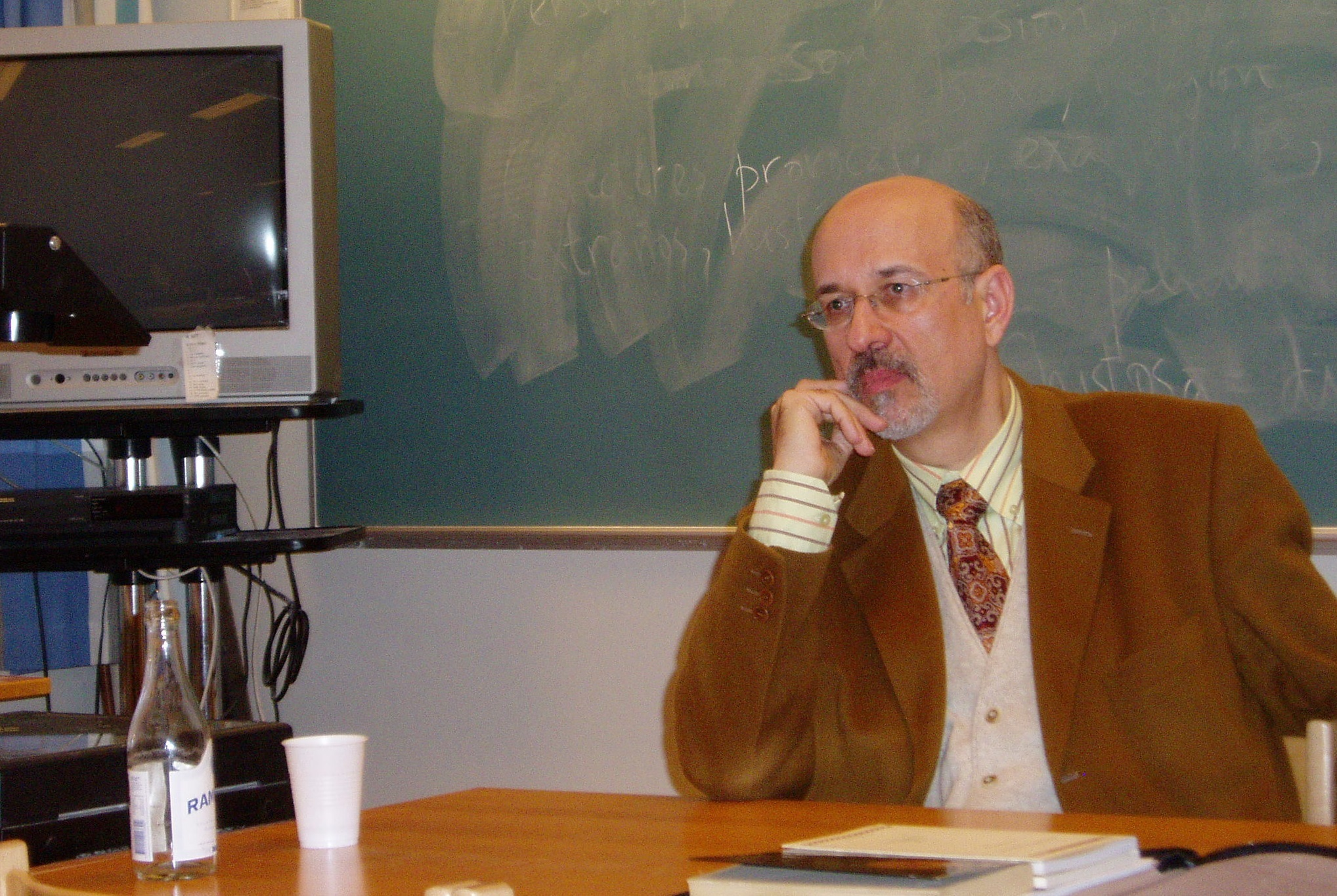
David Pujante en la Universidad de Göteborg, Suecia

- De lo literario a lo poético en Juan Ramón Jiménez (1988).
- Mímesis y siglo XX (1992).
- El hijo de la persuasión. Quintiliano y el estatuto retórico (1996 y 1999).
- Un vino generoso (Sobre el nacimiento de la estética nietzscheana: 1871-1873) (1997).
- Manual de retórica (2003)
- Belleza mojada. La escritura poética de Francisco Brines (2004).
- Eros y Tánatos en la cultura occidental. Un estudio de tematología comparatista (2017).
- Developing New Identities in Social Conflicts (tres capítulos, obra colectiva) (2017).
- Oráculo de tristezas. La melancolía en su historia cultural (2018).
- Discourses on the Edges of Life (un capítulo, obra colectiva) (2020).
- Una retórica constructivista. Creación y análisis del discurso social (coeditor, autor de cinco capítulos) (2022).
- Discursive Approaches to Sociopolitical Polarization and Conflict (edición de Esperanza Morales, Laura Filardo Llamas y Alan Floyd, contribuye con un capítulo) (2022).
- El mundo en la palabra. Retórica como antídoto de necedades (2024).

## Galardones
- Premio Dámaso Alonso 2018 a su trayectoria académica y poética.